# Povázka prorostlá
Povázka prorostlá (Myagrum perfoliatum) je žlutě kvetoucí, větevnatá, planě rostoucí bylina jejíž výskyt v České republice i v okolních zemích je vzácný. Je jediný druh monotypického rodu povázka z čeledě brukvovitých.

## Rozšíření
Původní areál výskytu druhu se rozprostírá od Íránu, přes Kavkaz a Malou Asii po Balkán a východní Evropu, postupně se rozšířil do střední, jižní a západní Evropy a do severozápadní Afriky. Později byla povázka zavlečena do Severní Ameriky a Austrálie. V České republice, přes kterou prochází severní hranice rozšíření, byl její výskyt prvně zaregistrován v roce 1855 a je hodnocená jako náhodně zavlečený neofyt ze Středomoří.
Tato synantropní rostlina vyžaduje stanoviště s často narušovanou půdou. Nejčastěji vyrůstá na obdělávaných polích jako plevel v obilninách a na vinicích, poblíž železničních tratí a cest, na překladištích i v rumovištích. Má v oblibě osluněná stanoviště s teplou hlinitou nebo písčitou půdou s dostatkem vápníku v planárním a kolinním stupni.

## Popis
Povázka je jednoletá nebo ozimá rostlina s přímou, rozvětvenou a často modře ojíněnou lodyhou dorůstající podle kvality půdy a klimatických podmínek do výše 20 až 80, někdy i 100 cm. Listy které vyrůstají v řídké přízemní růžici jsou dlouhé 4 až 7 cm, mají podélnou bělavou žilku, jsou obkopinaté a u báze klínovitě zúžené, po obvodě plytce lyrovitě zubaté či laločnaté a v době kvetení jsou již zpravidla suché. Lodyžní listy bývají dlouhé 3 až 5 cm, vyrůstají střídavě, jsou přisedlé, podlouhle kopisťovité s objímavou ouškatou bází a s tupě hrotitým vrcholem, po obvodě jsou celistvé nebo jen plytce zubaté. Všechny jsou lysé a na omak voskovité, lodyžní se směrem vzhůru zmenšují a na odbočujících větvích jsou drobnější.
Oboupohlavné květy na šikmo odstávajících stopkách (kratších než je kalich) vytvářejí na terminálu i větvích květenství která jsou zpočátku hustá a v době kvetení se prodlužují a rozvolňují. Okvětí tvoří čtyři vzpřímené, drobné, jen okolo 2 mm dlouhé, úzce vejčité, opadavé kališní lístky a čtyři kopinaté, na vrcholu zaoblené, přibližně dvojnásobně velké korunní lístky světložluté barvy. Květy rozkvétají v červnu a červenci. Ploidie rodu je 2n = 14.
Plod vyrůstající na kyjovitě zhrublé, nahoře duté stopce je obráceně hruškovitá, z boku stlačená, nepukavá, jednosemenná, velmi tvrdá šešulka až 5 mm dlouhá a 4 mm široká která je nezřetelně příčně rozdělená na dva oddíly. Spodní válcovitý obsahuje semeno, horní hruškovitý se dvěma dutinami uvnitř je bezsemenný, mírně zploštělý a na vrcholu má krátký tupý 4hranný zobánek. Hnědé, obvejčité semeno s hladkým osemením bývá 3 × 1,5 mm velké. Rostlina se rozmnožuje výhradně semeny která vydrží v půdě v klíčení schopném stavu až 10 let.

## Význam
Na území ČR byla povázka prorostlá i v minulosti pro svůj nepočetný výskyt bezvýznamnou rostlinou. Na některých místech, například v Libanonu, Turecku, Texasu a Austrálii je považována za invazivní rostlinu která velmi škodí v plodinách jako jsou cizrna, řepka, vlčí bob, fazole, hrách i čočka. Vytváří tam silně zamořená místa s tisícovkami semena na metru čtverečním a na dobře vyhnojených půdách mají její listové růžice až 40 cm v průměru. Navíc je velmi tolerantní k běžným herbicidům.

## Výskyt v Česku
V "Černém a červeném seznamu rostlin ČR z roku 2000" je povázka prorostlá považována za vyhynulý druh (A1). To znamená, že na českém území nebyla zaznamenána již po velmi dlouhou dobu, 25 až 50 let.